# One Way Ticket to Hell... and Back
One Way Ticket to Hell… and Back je druhé studiové album britské skupiny The Darkness, vydané v roce 2005. Jeho producentem byl Roy Thomas Baker a vyšlo u vydavatelství Atlantic Records. Autorem obalu alba je Mark Wilkinson.

## Seznam skladeb
1. One Way Ticket
2. Knockers
3. Is It Just Me?
4. Dinner Lady Arms
5. Seemed Like a Good Idea at the Time
6. Hazel Eyes
7. Bald
8. Girlfriend
9. English Country Garden
10. Blind Man

## Obsazení
- Justin Hawkins – zpěv, kytara, klavír, varhany, syntezátory, sitár, doprovodný zpěv
- Dan Hawkins – kytara, baskytara, tubular bells, tamburína, triangl, doprovodný zpěv
- Richie Edwards – baskytara, doprovodný zpěv
- Ed Graham – bicí